# Rudolf IV. (Österreich)

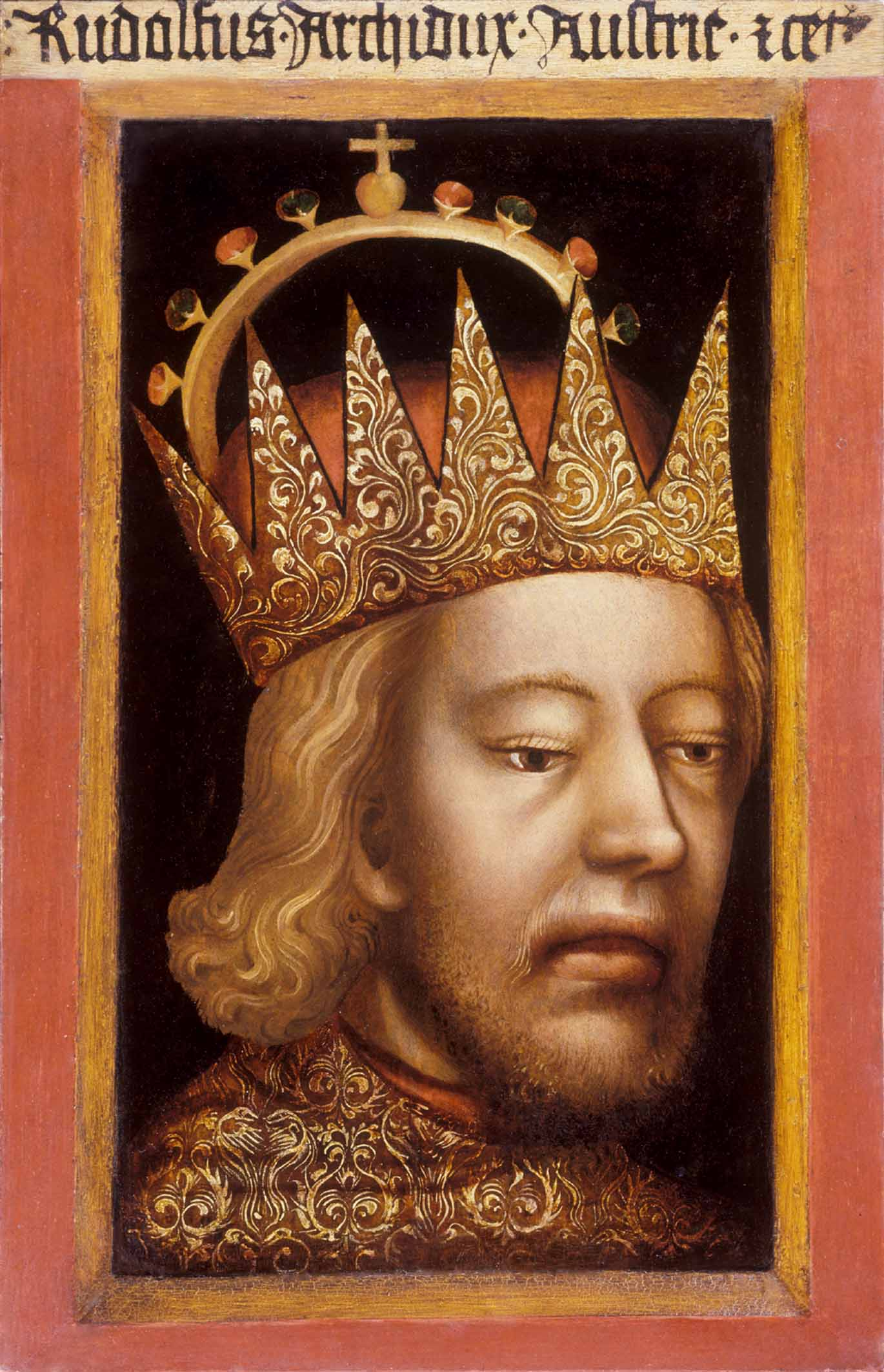
Porträt Rudolfs IV. von Österreich (um 1365), Dom Museum Wien

Das große Reitersiegel in Rotwachs Rudolfs des Vierten

Rudolf IV. (* 1. November 1339 in Wien; † 27. Juli 1365 in Mailand), genannt der Stifter, war Herzog (ab 1359 selbst ernannter Erzherzog) von Österreich und herrschte von 1358 bis zu seinem Tod über die Herzogtümer Österreich, Kärnten und Steiermark, von 1363 bis 1365 außerdem über die Grafschaft Tirol und seit 1364 auch über das Herzogtum Krain. Er gilt als weitblickender und schöpferischer Politiker, der jede Gelegenheit nutzte, um auf verschiedenen Ebenen die Stellung seiner Länder zu heben und zu verbessern.

## Herkunft und Familie
Als ältester Sohn von Herzog Albrecht II. von Österreich (* 1298, † 1358) und Erbgräfin Johanna von Pfirt wurde Rudolf erst nach 15-jähriger Ehe geboren. Im Juli 1357 heiratete er Katharina von Luxemburg, eine Tochter Kaiser Karls IV. Die Ehe blieb kinderlos.
1364 schloss Rudolf mit seinem Schwiegervater Kaiser Karl IV. den Brünner Erbvertrag, der die gegenseitige Erbfolge von Habsburgern und Luxemburgern im Fall des Aussterbens einer der beiden Dynastien vorsah. Es handelte sich dabei um den ersten Vertrag einer Reihe von Erbfolgeverträgen, die zwischen den Habsburgern und den Luxemburgern in den folgenden Jahrzehnten geschlossen wurden.

## Politisches Wirken

### Privilegium Maius
Die wohl bekannteste von Rudolfs Aktivitäten ist eine Urkundenfälschung aus den Jahren 1358/59, das Privilegium Maius (ausgehend vom Privilegium Minus von 1156), das seine Dynastie de facto den Kurfürsten im Heiligen Römischen Reich gleichstellte. (Die Herzöge von Österreich waren in der Goldenen Bulle nicht berücksichtigt.) Das Privilegium Maius wurde von seinem Großneffen Friedrich III. in den Jahren 1442 (mit Zustimmung der Kurfürsten von Mainz, Brandenburg und Sachsen) und 1453 bestätigt. Durch diese Bestätigungen wurde auch der mit dem Privilegium maius geschaffene Erzherzogtitel reichsrechtlich anerkannt.
1360 wurde Rudolf IV. in Seefeld-Kadolz von seinem Schwiegervater Karl IV. belehnt. Das Privilegium maius wurde von Karl IV. als Ganzes nie bestätigt. Karl IV. bestätigte allerdings einen Teil der Forderungen in ihrer ursprünglichen Form und einen weiteren Teil der Forderungen, nachdem er sie selbst abgeändert hatte. Die Auslegung und Bewertung der Vorgänge um das Privilegium maius in seinen Anfängen variiert in der Geschichtsforschung, wobei die meisten neueren Arbeiten im Wesentlichen den Ergebnissen von Eva Schlotheuber folgen. Diese einseitig pro-luxemburgische Perspektive wurde zuletzt von Lukas Wolfinger in wesentlichen Punkten relativiert.

### Gründung des Metropolitankapitels St. Stephan
Schon unter der Herrschaft der Babenberger hatte es Versuche gegeben, ihre Residenzstadt Wien zu einem Bischofssitz zu machen, und so das Herzogtum Österreich durch ein eigenes Landesbistum aus der Abhängigkeit des Bischofs von Passau zu lösen. Diese Bestrebungen wurden von Rudolf IV. aufgegriffen, doch scheiterte die Errichtung eines eigenen Bistums in Wien erneut am Widerstand der Passauer Bischöfe. Immerhin konnte Rudolf mit der Gründung eines eigenen Metropolitankapitels (was dem Namen nach einem Erzbischof beigeordnet sein müsste) in St. Stephan in Wien erste Schritte diesbezüglich setzen, zu dessen Errichtung er auch die päpstliche Zustimmung im Jahr 1358 erhielt. Der Propst dieses Domkapitels erhielt den Titel Erzkanzler von Österreich, seinen Domherren wurde – wie Kardinälen – rote Kleidung zugestanden.
Während Rudolfs Herrschaft wurde mit dem Ausbau der Kirche zu St. Stephan begonnen und das hochgotische Langhaus errichtet (erster Spatenstich am 11. März 1359, Grundsteinlegung am 7. April 1359), an dessen Portal er sich als Kirchenstifter zusammen mit seiner Ehefrau Katharina verewigte. Das Vorbild dafür könnte der Prager Veitsdom gewesen sein, doch findet sich z. B. die Darstellung von Stifterpaaren an Kirchenportalen schon bei den von Babenbergern errichteten Klosterkirchen in Klosterneuburg und Lilienfeld. Auf den Ausbau der Kirche St. Stephan wird sein Beiname Der Stifter bzw. Fundator zurückgeführt, der sich in einer Inschrift im Inneren der Kirche findet.

### Erwerb der Grafschaft Tirol

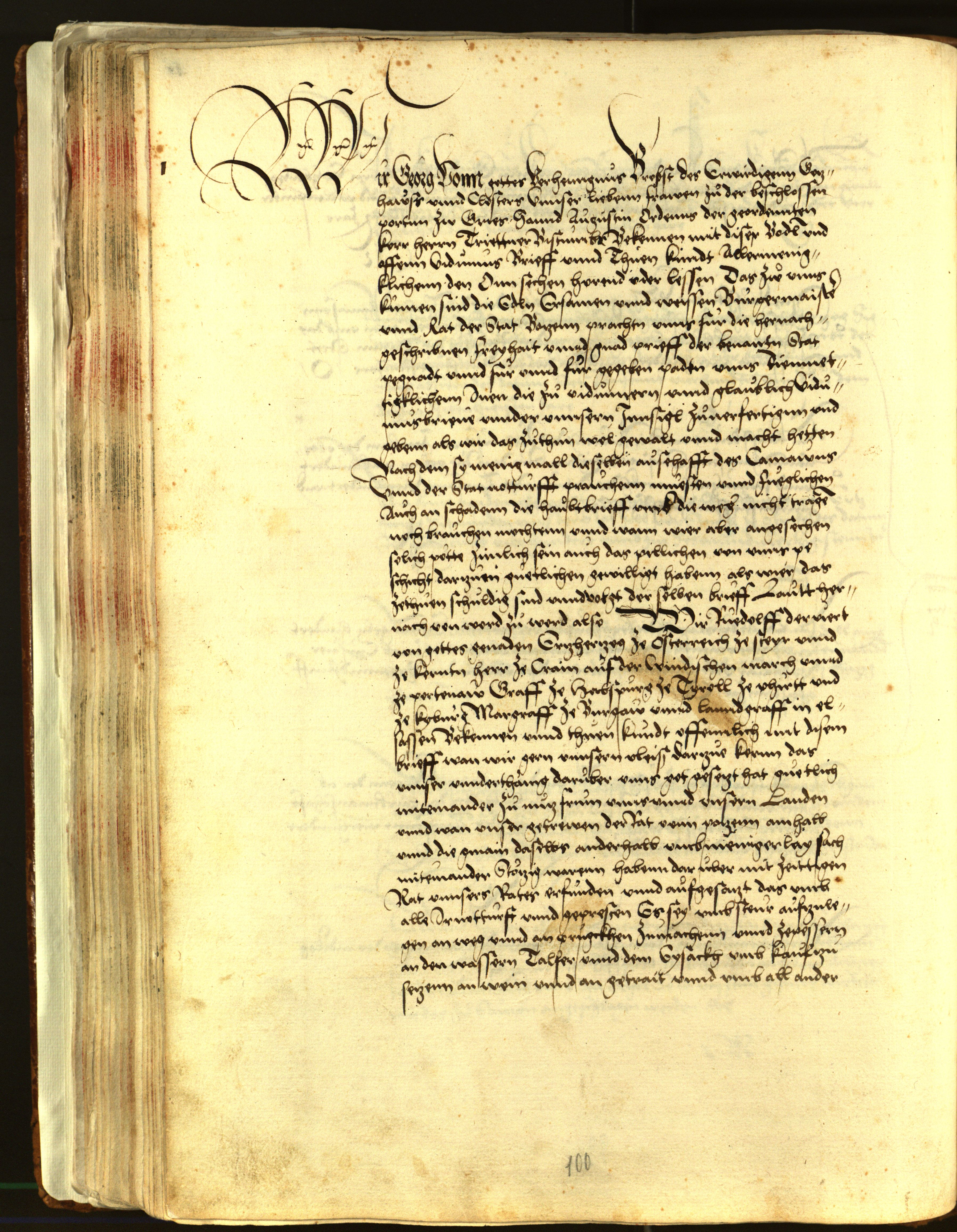
Herzog Rudolf erteilt am 29. Sept. 1363 der Stadt Bozen ein Stadtratsprivileg. Abschrift des frühen 16. Jhs. im Bozner Stadtbuch, fol. 76v

1363 schloss Rudolf nach dem Tode des Tiroler Wittelsbachers Meinhard III. – Meinhard war mit Rudolfs Schwester Margarete verheiratet – mit dessen Mutter Margarete von Tirol einen Erbvertrag, nach dem Tirol an die Herrschaft zu Österreich fiel. Durch seinen Vertrag mit Margarethe (die später mit dem Beinamen Maultasch belegt wurde) kam Tirol an seine Familie. Im Februar 1364 wurde Rudolf von Karl IV. in Prag mit allen Tiroler Reichslehen belehnt, wodurch der Übergang Tirols an das Haus Habsburg auch reichsrechtlich legitimiert war. Die Herzöge von Baiern, mit denen es zu Kriegshandlungen gekommen war, verzichteten erst nach Rudolfs Tod auf Tirol, 1369 wurde mit ihnen der Friede von Schärding geschlossen.

### Weitere Erwerbungen
1363 kaufte Rudolf von Hugo Thumb von Neuenburg und seinem Bruder Schwicker die Herrschaft mit der Burg Neuburg am Rhein (Urkunde vom 8. April 1363). Mit diesem Erwerb fassten die Habsburger erstmals Fuß auf dem Areal des späteren Vorarlbergs. Mit den im September 1363 mit dem Bischof von Trient Albert von Ortenburg abgeschlossenen Trienter Kompaktaten, gelang es Rudolf zudem das reichsunmittelbare Hochstift Trient unter die Einflusssphäre der Habsburger zu bringen.

### Die Gründung der Wiener Universität
Ebenfalls in Konkurrenz zur (oder vielleicht auch nur angeregt durch die Gründung der) Karls-Universität in Prag war die Gründung der Universität Wien gedacht, die heute noch Alma Mater Rudolphina heißt. Sie gilt als die älteste Universität im deutschen Sprachraum. Die Gründung erfolgte 1365, aber erst 1384, also nach Rudolfs Tod, konnte eine theologische Fakultät gegründet werden, was zumindest in den Augen vieler Zeitgenossen erst eine vollständige Universität ausmachte. (Eine Parallele zur 1364 gegründeten Universität in Krakau.)

### Wirtschafts- und sozialpolitische Maßnahmen
Die Wirtschaftspolitik Rudolfs ist im Zusammenhang mit seinen Bemühungen zu sehen, die Position des Landesfürsten innerhalb seines Machtbereiches auszubauen, die Herrschaft zu intensivieren und vor allem auch die finanzielle Basis zu verbessern. Sie konzentrierte sich vor allem auf die Städte, wobei seine Besuche in Prag bei seinem Schwiegervater und in Venedig seine Vorstellungen von Urbanität geprägt haben dürften. Zahlreichen unter seiner Herrschaft stehenden Landstädten gewährte er auf ihr Ansuchen hin Sonderrechte, beispielsweise der Gemeinde Mürzzuschlag im Jahr 1360 das Eisenrecht. Viele andere Maßnahmen dienten dazu, die Wirtschaft der Stadt zu heben, etwa die Aufsichtspflicht des Bürgermeisters über alle Grundstückskäufe, um einen zu großen Anteil der „toten Hand“ (des wirtschaftlich unproduktiven und steuerfreien Kirchenbesitzes) zu verhindern. Auch gelang es ihm, mit dem Wiener Pfennig eine relativ stabile Münzeinheit zu schaffen.

## Tod und Beisetzung

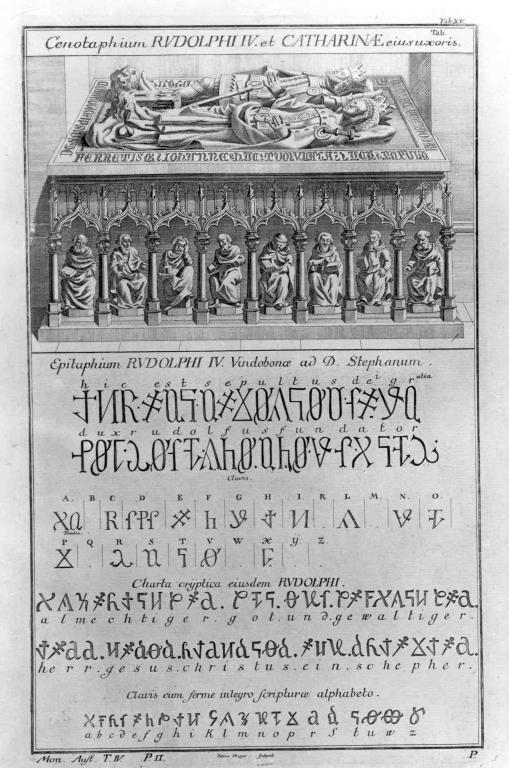
Alter Stich des Kenotaphs für Herzog Rudolf IV. und seine Gemahlin Katharina im Wiener Stephansdom. Unten ist die geheime Inschrift im Alphabetum Kaldeorum gezeigt

Anfang Mai 1365 reiste Rudolf IV. nach Mailand, um sich um Konflikte in Friaul zu kümmern. Nachdem er diese Reise krankheitshalber in Tirol hatte unterbrechen müssen, erreichte er in der zweiten Junihälfte Mailand, wo er wenig später wieder schwer erkrankte. Am 27. Juli 1365 starb er in Mailand.

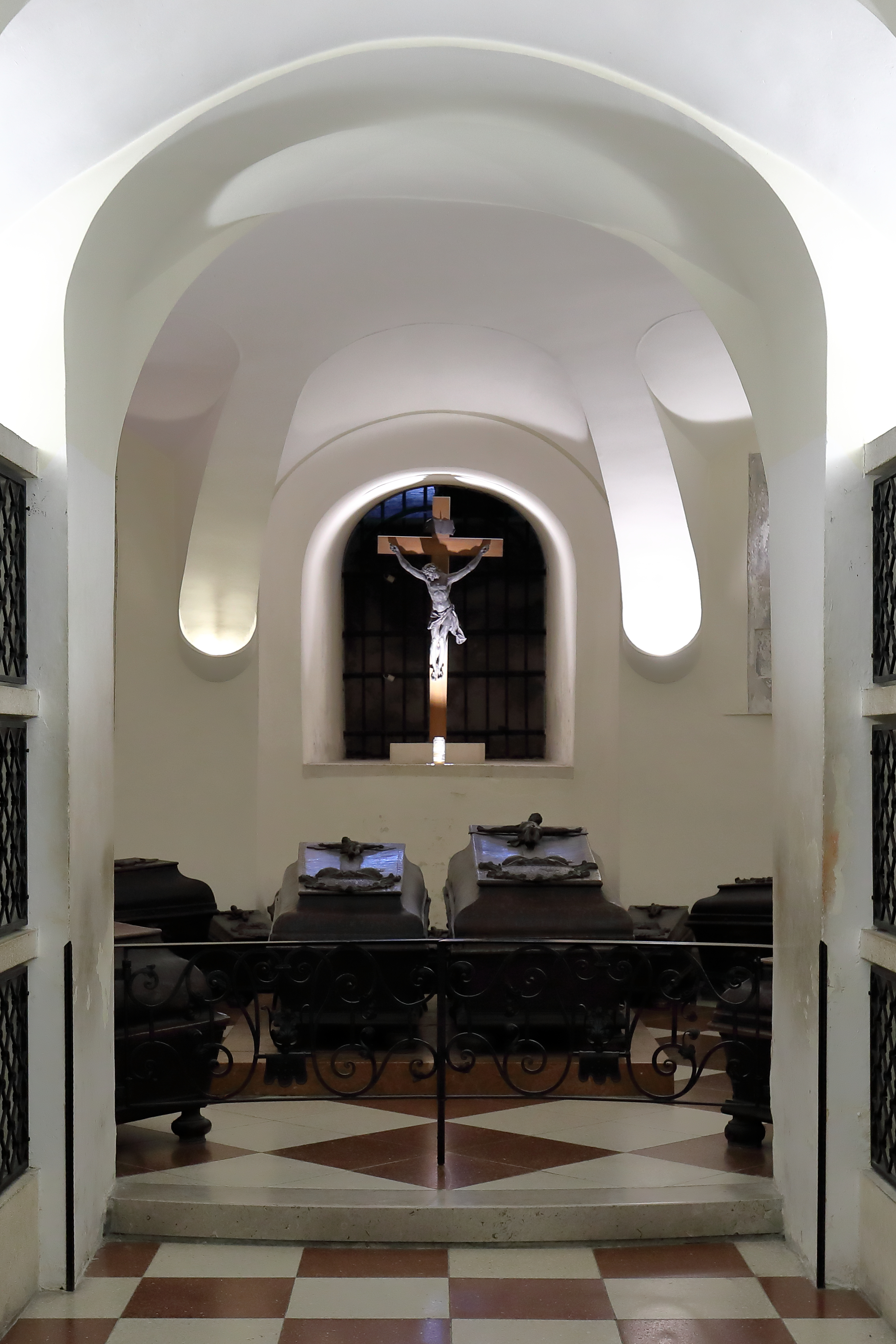
Der Sarg von Rudolf und seiner Gattin im Zentrum der Herzogsgruft unter dem Mittelchor des Stephansdoms, dessen Stifter er war.

Nach seinem Tod wurde der Leichnam mit Rotwein behandelt und in eine schwarze Rinderhaut eingenäht, mit einem kostbaren Leichentuch mit arabischen Inschriften bedeckt und anschließend über die Alpen nach Wien überführt, wo er unter großer Anteilnahme seiner Untertanen in der Herzogsgruft des Stephansdoms in einem Kupfersarg beigesetzt wurde. Das Kenotaph für Herzog Rudolf IV. wurde auf Grund der langen Errichtungszeit erst einige Zeit nach seinem frühen Ableben aufgestellt und nicht als Grabmal genutzt.

## Präsentation
Rudolf IV. gilt als einer der ersten Fürsten, die ihre Urkunden regelmäßig selbst unterschrieben. Bei einfachen Urkunden verwendete er das sogenannte kleine Siegel und den handschriftlichen Vermerk + hoc est verum +, bei feierlichen Urkunden und der Bestätigung von Privilegien verwendete er ein Prunksiegel und unterschrieb diese mit + Wir der vorgenant Herzog Ruodolf sterken dis obgenant Gesrift mit diser Undersrift unser selbs Hant +. Besonders wichtige Urkunden ließ er außerdem von seinem Kanzler mitunterzeichnen, bei besonderen Anlässen unterzeichnete auch seine Ehefrau. Die Ausstellung von Rudolfs Urkunden erfolgte gewöhnlich in Gegenwart von prominenten Zeugen, vor allem von Bischöfen und anderen Reichsfürsten, eine Gepflogenheit, die sich auch bei den Königen und Kaisern des Hochmittelalters findet, die aber zu seiner Zeit schon fast verschwunden war. In seinen Urkunden bezeichnet sich Rudolf selbst als der vierd oder Ruodolfus quartus, gewöhnlich gibt er auch sein Alter und das Jahr seiner Regierung an.

## Darstellung in der Bildnerischen Kunst
In seiner Bedeutung für die Kunstgeschichte kaum zu überschätzen, ist Rudolfs Porträt, das als das erste (Halb-)Frontalporträt des Abendlandes gilt. Es war einige Jahrzehnte über seinem Grab im Stephansdom aufgehängt und ist jetzt im Dommuseum Wien zu sehen. Abgesehen von dem Erzherzogshut, dessen perspektivische Darstellung dem Künstler nicht zufriedenstellend gelang, dürfte es sich um ein „realistisches“ Porträt handeln, das im Wesentlichen mit dem anthropologischen Befund einer im Frühjahr 1933 vorgenommenen Untersuchung der Gebeine übereinstimmt.
Nach dem Bau des Neuen Wiener Rathauses (1872 bis 1883) wurde für Rudolf IV. auf dem Vorplatz ein Denkmal des Bildhauers Josef Gasser enthüllt.
Anlässlich der 500-Jahr-Feier der Vereinigung Tirols mit Österreich wurde von 1873 bis 1877 in Innsbruck der Rudolfsbrunnen mit einem überlebensgroßen Standbild Rudolfs IV. von Johann Grissemann errichtet.

## Rudolfs Persönlichkeit beziehungsweise Rudolf als Politiker
Wie bei den meisten Personen des Mittelalters gibt es kaum greifbare Belege für die tatsächliche Persönlichkeit, die einer objektiven Prüfung standhalten können. Zeitgenössische Beurteilungen sind auf die politische Rolle begrenzt.
Für eine indirekte Annäherung an den Menschen Rudolf aufgrund dessen, was als Fakt überliefert ist, kommt bei Rudolf erschwerend hinzu, dass sein Wirken, je nach Perspektive, bis in die Gegenwart gewöhnlich auf Details reduziert wird. Während z. B. die Republik Österreich Rudolf im 20. Jahrhundert vor allem auf sein Wirken im heutigen Bundesland Niederösterreich und für Wien eingrenzt, wird er in der „pro-preußischen“ Geschichtsschreibung seit dem 19. Jahrhundert und in der deutschen und böhmischen (pro-luxemburgischen) Geschichtsschreibung des 20. Jahrhunderts auf seine Konflikte mit seinem Schwiegervater (und von diesen nur auf das Führen des Erzherzogstitels) reduziert. Dass solche Sichtweisen zu kurz greifen, liegt auf der Hand.
Nach der Übernahme der Herrschaft über die Herzogtümer Österreich und Steiermark, die zugleich ihren Aufstieg in den Reichsfürstenstand bedeutet hatte, nannten sich die Habsburger nach ihrer nun bedeutendsten Herrschaft Herzöge von Österreich. Rudolf gehörte der dritten Generation an, war jedoch der erste Herzog von Österreich, der im Herzogtum Österreich geboren war. Da viele seiner Maßnahmen auf dieses bezogen waren oder bezogen wurden, wurde in der österreichischen Geschichtsschreibung davon ausgegangen, dass er es auch als seine engere Heimat betrachtet hat. Das führte später zu seiner Popularität in der österreichischen Geschichte, wo er daher als einer der energischsten und engagiertesten Herrscher Österreichs im Spätmittelalter gesehen wurde. Dass viele seiner Aktivitäten eben nicht nur das heutige Bundesland Niederösterreich betrafen, wurde dabei allerdings großzügig „übersehen“.
In der außerösterreichischen Geschichtsschreibung wird sein Charakter gewöhnlich auf die Konkurrenz zu seinem Schwiegervater reduziert, der Prag zu einem glänzenden Kulturzentrum ausbaute. Karls Aktivitäten dürften für Rudolfs Handeln und Denken eine wichtige Inspirationsquelle gewesen sein. So wie Karl die Bedeutung Prags, wollte er die Bedeutung Wiens heben, was in vielen seiner Urkunden auch betont wird. Ihn allerdings auf einen „Möchtegern-Karl IV.“ zu beschränken, ist ebenfalls zu einseitig. Ein weiterer Aspekt, der in der Forschung bisher viel zu wenig beachtet wurde, ist, dass wesentliche zeitgenössische Aussagen zu Rudolf, besonders für die Jahre 1358–1361, die in der Forschung bis heute Priorität erfahren, keineswegs als objektiv einzustufen sind, da sie auf Karl IV. zurückgehen. Dessen Aussagen waren Mittel seiner Politik, mit der Karl IV. versuchte, die Öffentlichkeit für sich und gegen Rudolf einzunehmen. Ein Vergleich von Rudolfs Wirken mit dem anderer Reichsfürsten, und eine Untersuchung von Karls tatsächlicher Vorbildwirkung auf diese, die bisher noch ausständig ist, wäre hier sicher sehr aufschlussreich.
Der Titel, den Herzog Rudolf IV. von Österreich – vor dem (gefälschten) Privilegium maius – in einer Urkunde führte, gilt gewöhnlich als Beleg für seinen außergewöhnlichen Ehrgeiz. Dass der damals erst 17-jährige Herzog ganz untergeordnete Titel aus den von seiner Familie beherrschten Gebieten in der damaligen Reichslandschaft Schwaben anführt, verrät aber auch, dass er über diese sehr gut informiert war:
„Von Gottes Gnaden Herzog zu Österreich, Steier und Kärnten, Herr zu Krain auf der Mark und zu Pordenone, Graf zu Habsburg und zu Kyburg, zu Pfirt, Veringen, Laax, Rapperswil, zu Lenzburg und auf dem Schwarzwald, zu Glarus, Peilstein, Raabs, Rehberg und Neuburg am Inn, Landgraf im Elsass, Markgraf zu Burgau, Baden und zu Drosendorf, Herr zu Freiburg im Üechtland, zu Luzern, Wolhusen, Rotenburg, Schwyz, Unterwalden und Hinterlappen, zu Regensberg, Triberg, Hohengundelfingen, Ortenberg, Tattenried, Rosenfels, Masmünster, Achelant und Vikar zu Oberbayern.“ Dass er im Jahr 1358 von seinem Schwiegervater Kaiser Karl IV. zum „König der Lombardei“ ernannt werden wollte, was wohl nicht nur am Widerstand der Kurfürsten scheiterte, gilt als weiterer Beleg. Angeblich soll Rudolf schon als junger Mann wie ein König aufgetreten sein.
Bisher wurde allerdings kaum beachtet, dass die zahlreichen Titel, die Rudolf zum Beispiel geführt hat, auch auf den Umstand zurückzuführen sind, dass seine Familie eben über kein einheitliches Staatsgebilde regierte, sondern über ein ganzes Konglomerat von Herrschaften, von denen die meisten nicht einmal unter einer größeren Verwaltungseinheit (wie eben einer Grafschaft oder einem Herzogtum) vereint waren. Der Zusammenhalt seiner Herrschaftsgebiete ergab sich nur durch ihn als Einzelperson beziehungsweise durch die Familie. Rudolfs Maßnahmen dürften im Wesentlichen auf die Schaffung einer einheitlichen Herrschaft abgezielt haben, die notwendig war, um die Verwaltung des familiären „Streubesitzes“ zu erleichtern. Mit dieser Politik dürfte er in seiner Zeit allerdings keine Ausnahmeerscheinung gewesen sein, sondern dieser entsprochen haben, lässt sich ähnliches doch auch bei anderen zeitgenössischen Herrscherfamilien des Heiligen Römischen Reichs (und wohl nicht nur dort) beobachten.

## Beurteilung
Seine Pläne waren groß angelegt, er hat die Stellung der Dynastie, ihrer Länder und vor allem von Wien, das seine Residenzstadt war, entsprechend gefördert oder zu fördern versucht. Viele Pläne konnte er letztlich nicht mehr selbst verwirklichen, viele seiner Maßnahmen erwiesen sich als kurzlebig, und das vielleicht nicht nur wegen seines frühen Todes. Etliches mussten seine Brüder Albrecht III. und Leopold III. zurücknehmen oder zumindest modifizieren. Dass sie 1379 ihren Besitz im Vertrag von Neuberg teilten, statt, wie in der Rudolfinischen Hausordnung (1364) vorgesehen, gemeinsam zu regieren, wird zwar gewöhnlich als Schwächung gesehen (und in der neueren Forschung auch als Hinweis auf einen Bruderzwist interpretiert), lässt sich aber auch als Versuch werten, eine tragbare (Verwaltungs-)Lösung für ihre zahlreichen Länder und Herrschaften zu finden.
Ein dauerhafter Erfolg war für Rudolf neben der Wiener Universitätsgründung, deren letztlich erfolgreiche Entwicklung allerdings auch das Verdienst seines Bruders und Nachfolgers Albrecht III. war, die Gewinnung der Grafschaft Tirol. Im Gegensatz zu manch anderem Politiker beziehungsweise Herrscher hatte Rudolf außerdem insofern Glück, als manche seiner angepeilten Ziele (Anerkennung des Privilegiums maius auf Reichsebene, Erhebung Wiens zum Bistum etc.) später durch andere Mitglieder seiner Familie, besonders aus der Leopoldinischen Linie der Habsburger, den Nachfahren seines Bruders Leopold III., erfolgreich weitergeführt und durchgesetzt wurden.
Ihm gerecht zu werden, ist sicher schwierig, einerseits wegen seiner Persönlichkeit, die doch sehr facettenreich gewesen sein dürfte, andererseits wegen seiner durchaus erfolgreichen Politik, die unterschiedliche Beurteilungen zulässt. Hinzu kommt noch, dass sein politisches Wirken nur wenige Jahre umfasst und er deswegen vieles nur beginnen oder versuchen, aber nicht mehr ausführen oder gar beenden konnte. Nicht übersehen werden darf allerdings, dass ihm in seinem sehr kurzen Leben genauso viel oder sogar wesentlich mehr gelang, als den meisten seiner Zeitgenossen, von denen viele eine wesentlich längere Lebenszeit zur Verfügung hatten.
- Thomas Ebendorfer, der spätere Rektor der Wiener Universität, urteilte um 1450, dass Rudolf, hätte er länger gelebt, die Dynastie in den Himmel erhoben oder in den Abgrund gestürzt hätte.
- Die bereits mit den Methoden moderner Quellenkritik vertrauten Historikerinnen und Historiker des 19. und 20. Jahrhunderts haben bis heute ihre Probleme mit seinen Fälschungen.
- Für eine parteiische Sicht der „habsburger-feindlichen“ „preußischen“ und „böhmischen“ Geschichtsschreibung, die das Bild Rudolfs IV. außerhalb von Österreich bis in die Gegenwart verzerrt und selbst in neueren seriösen Forschungsarbeiten zu finden ist, gibt es bei Rudolf IV. gleich zwei Gründe. Er war nicht nur ein Habsburger, sondern auch noch ein (durchaus erfolgreicher) Gegenspieler von Kaiser Karl IV.
- In den 1930er Jahren musste sich Rudolf außerdem zum Schöpfer des damaligen „österreichischen“ Nationalgedankens stilisieren lassen, so zum Beispiel in der zweibändigen Biographie von Ernst Karl Winter.[33]

Ein ausführlicher Überblick über die älteren Forschungsarbeiten zu Rudolf dem Stifter findet sich in der Biographie von Wilhelm Baum. Eine biographische Darstellung, die seiner Person und Politik in allen Facetten gerecht wird, ist bisher noch ausständig.

### Lexika-Artikel und -Einträge
- Heinz Dopsch: Rudolf IV. In: Neue Deutsche Biographie (NDB). Band 22, Duncker & Humblot, Berlin 2005, ISBN 3-428-11203-2, S. 179 f. (Digitalisat).